# Nagu kyrka
Nagu kyrka är en medeltida gråstenskyrka från 1440-talet belägen i Nagu i Väståboland i Finland. Kyrkan är helgad åt S:t Olof.

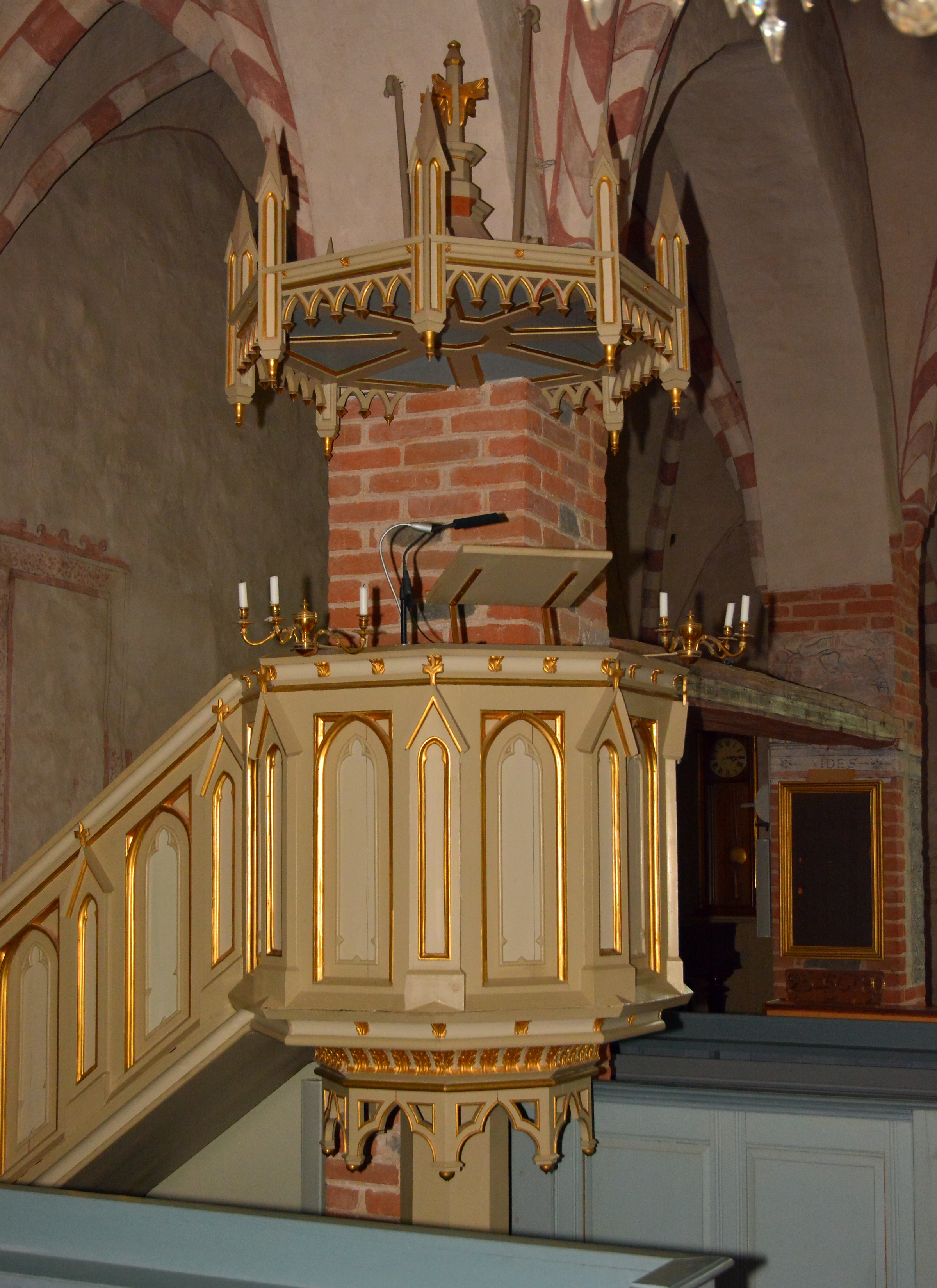
Predikstolen.

## Om kyrkan
Kyrkans exakta byggnadsår är inte känt. På platsen fanns en kyrka innan gråstenskyrkan byggdes. Man antar att den nuvarande kyrkan har murats upp kring en äldre kyrka i trä. Träkyrkan tros därefter ha rivits när den nya kyrkan började bli färdig. Den gamla träkyrkan stod troligen på platsen redan på 1200-talet. Den äldsta delen av den nuvarande kyrkan, sakristian, beräknas vara byggd på sent 1300-tal och tros ha fått sina valv i början av 1400-talet. Kyrkbyggnaden är troligen även den från tidigt 1400-tal. Efter 1462 byggdes gavelornering och vapenhus.
Nagu kyrka är, liksom de flesta finländska gråstenskyrkorna, byggd i gotisk stil. Kyrkan har fyra pelarpar i tegel och tegelvalv. Valven är prydda med kalkmålningar från 1400-talet. På väggarna kan rester av målningar från 1600-talet beskådas. Även kyrkans pelare har målningar i form av kvadratformade rutor med ornamentmotiv. Dessa ornament är troligen målade kring sekelskiftet 1600.

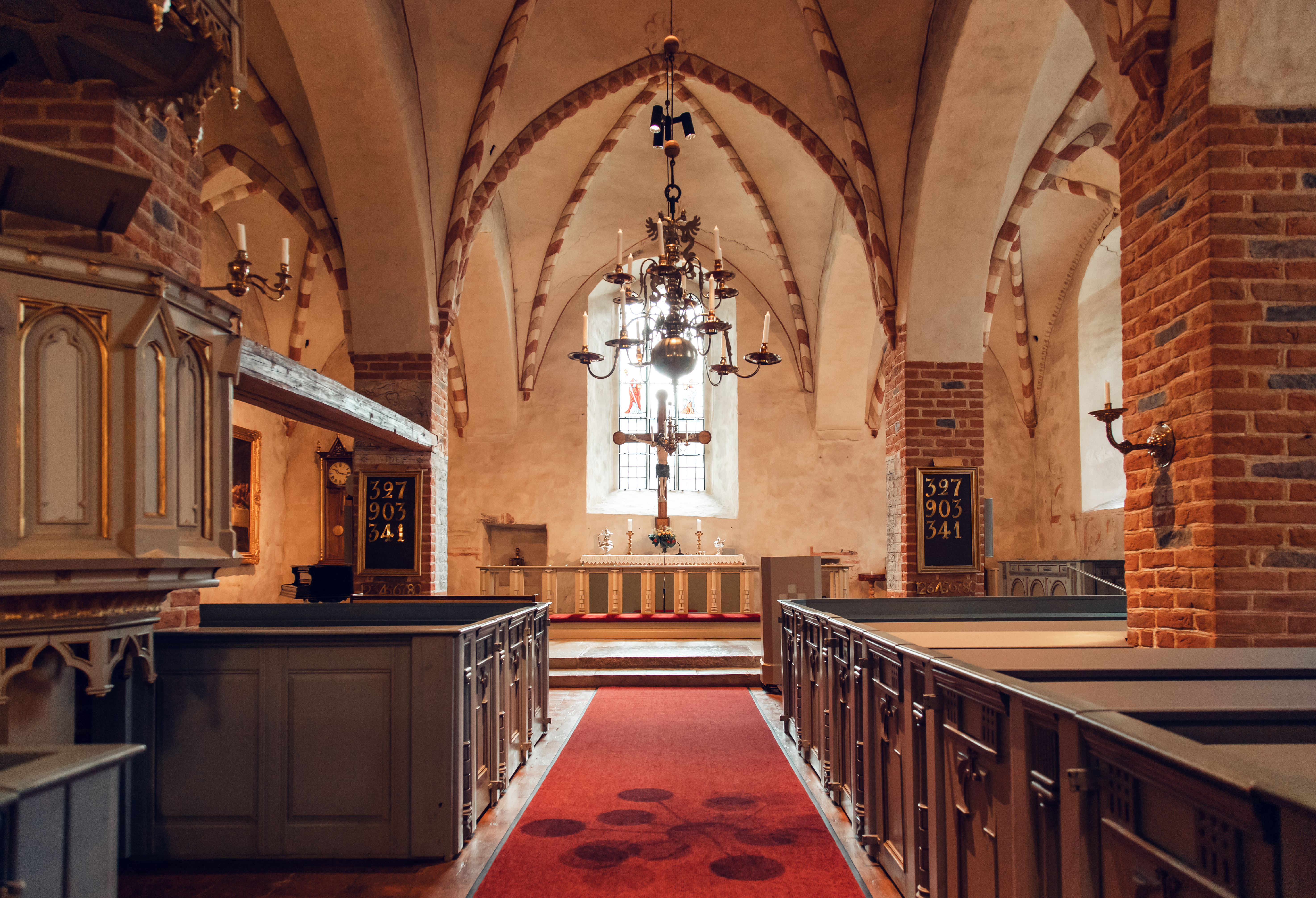
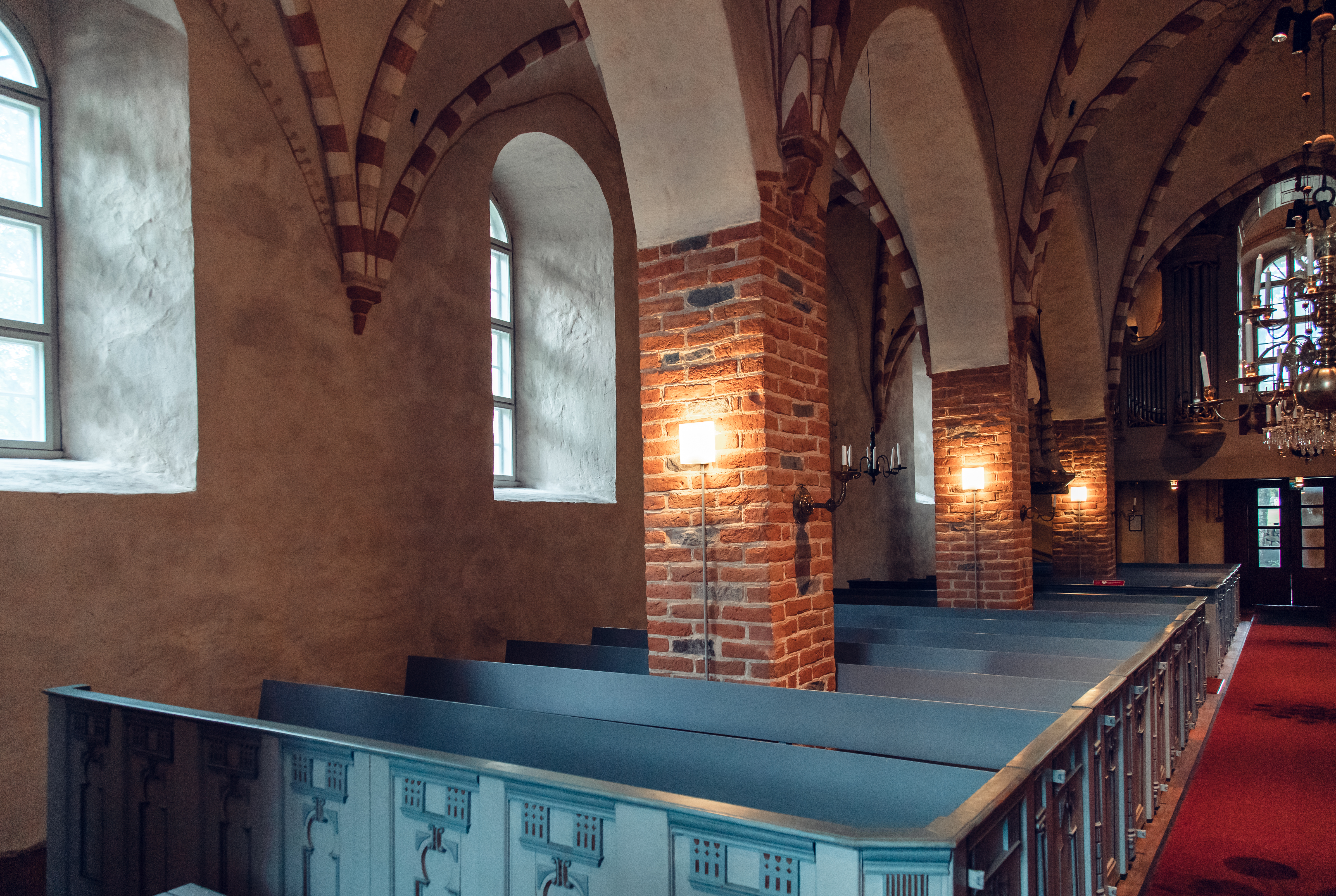
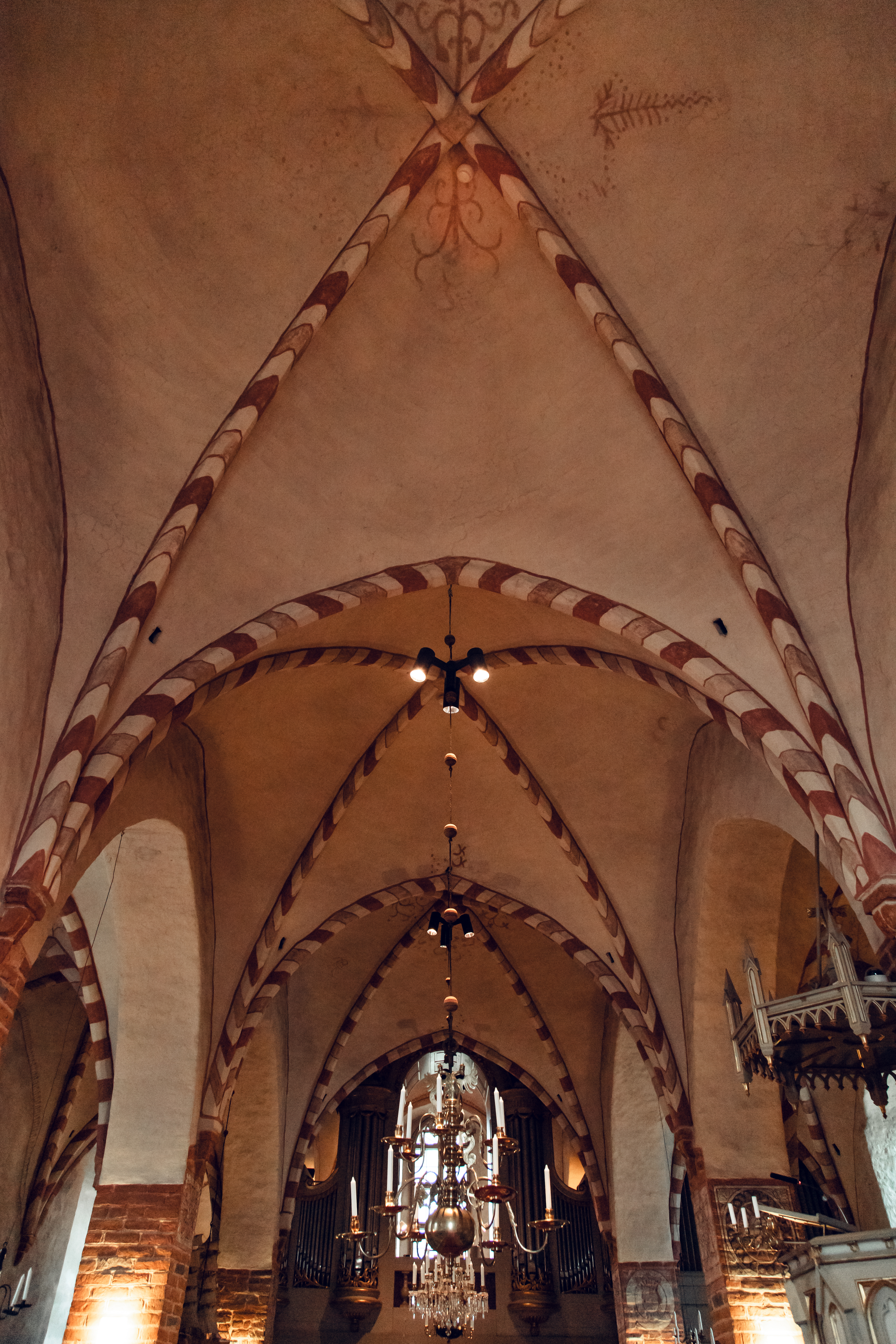
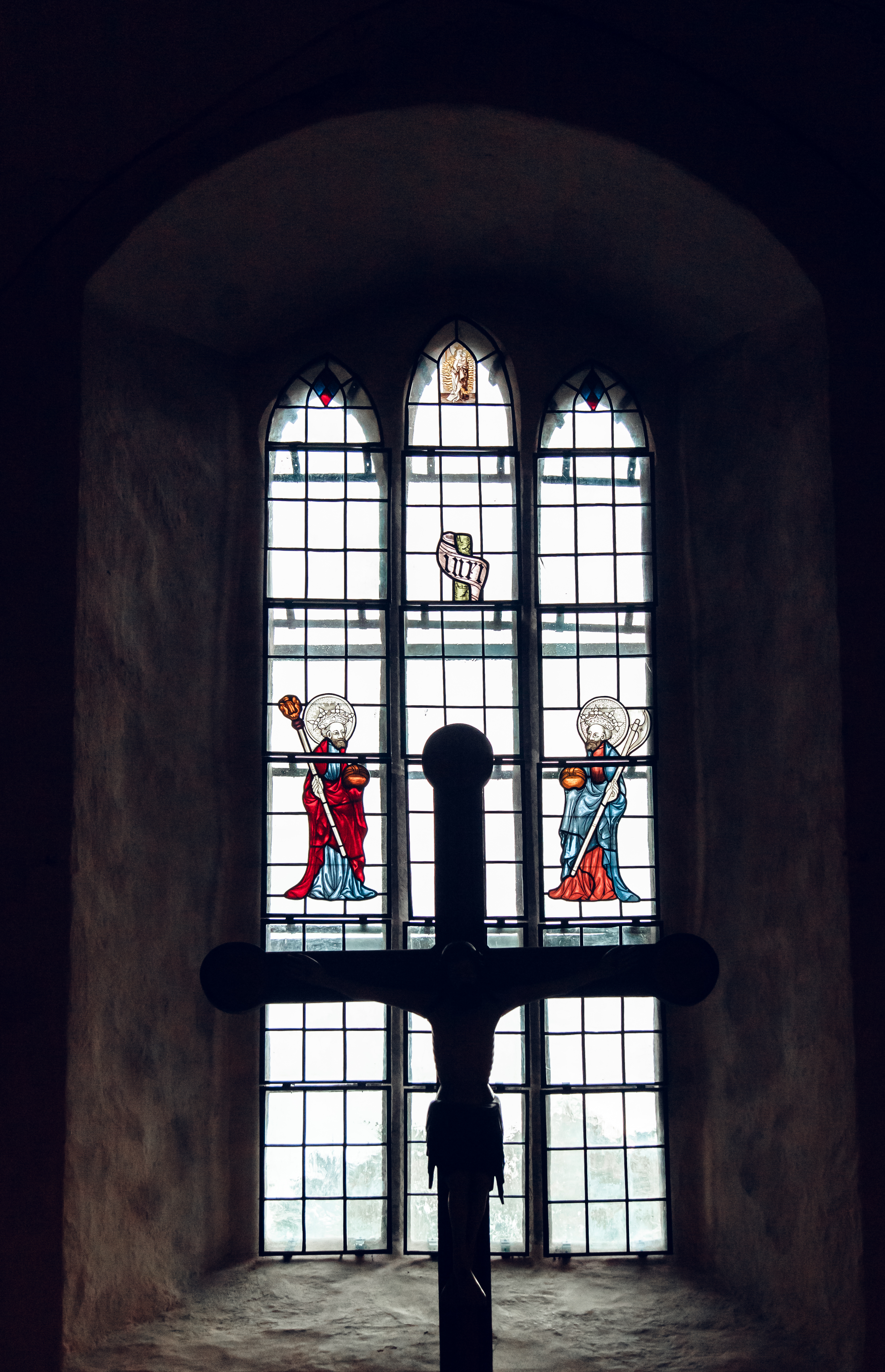

Nagu kyrkas altartavla är utformad av hovmålaren Robert Wilhelm Ekman (1850) efter Leonardo da Vincis målning Nattvarden. Krucifixet som hänger över altartavlan härstammar från 1400-talet. Krucifixet torde vara tillverkat på Gotland, men av en Mecklenburgsk mästare. Altartavlan var från början placerad så att den delvis täckte det medeltida korfönstret och flyttades därför senare till den norra väggen. Korfönstret är en kopia, tillverkad 1909–1914, av gamla medeltida glasmålningar, föreställande  S:t Olof och S:t Erik. De ursprungliga glasmålningarna finns på Finlands nationalmuseum och är målade på 1440-talet. Överst i korfönstret finns små rombformade dekorationer i färgat glas från 1500-talet. De är de enda medeltida glasmålningarna i original som ännu finns kvar i en finländsk stenkyrka.
Åren 1957–1958 restaurerades kyrkan under ledning av arkitekten Anna-Lisa Stigell. I samband med det installerades golvvärme och elbelysning. Man restaurerade även kyrkans målningar. 
Museiverket har inkluderat Nagu kyrka på listan över byggda kulturmiljöer av riksintresse.

### Klockstapeln

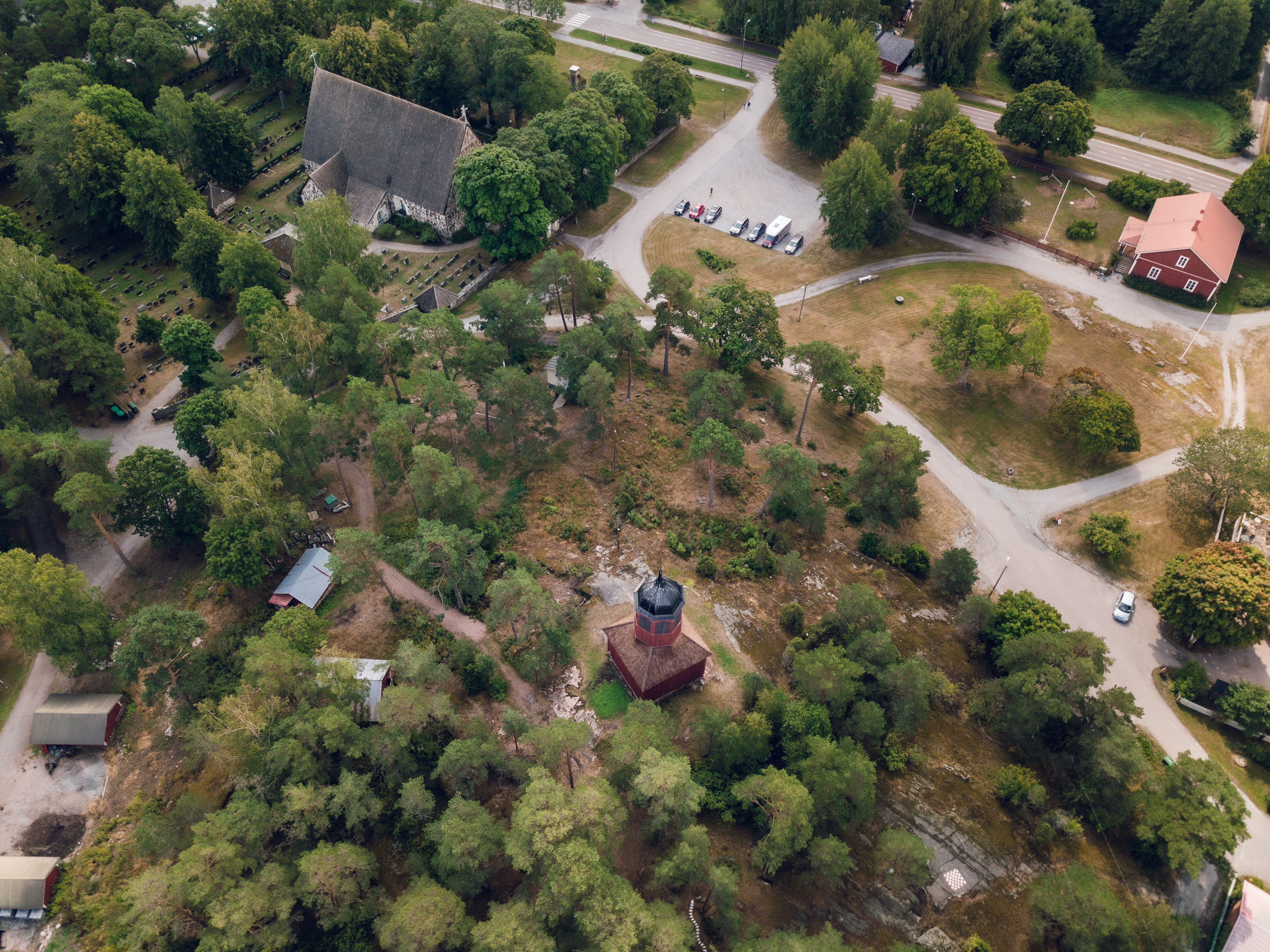
Kyrkans klockstapel ovanifrån.

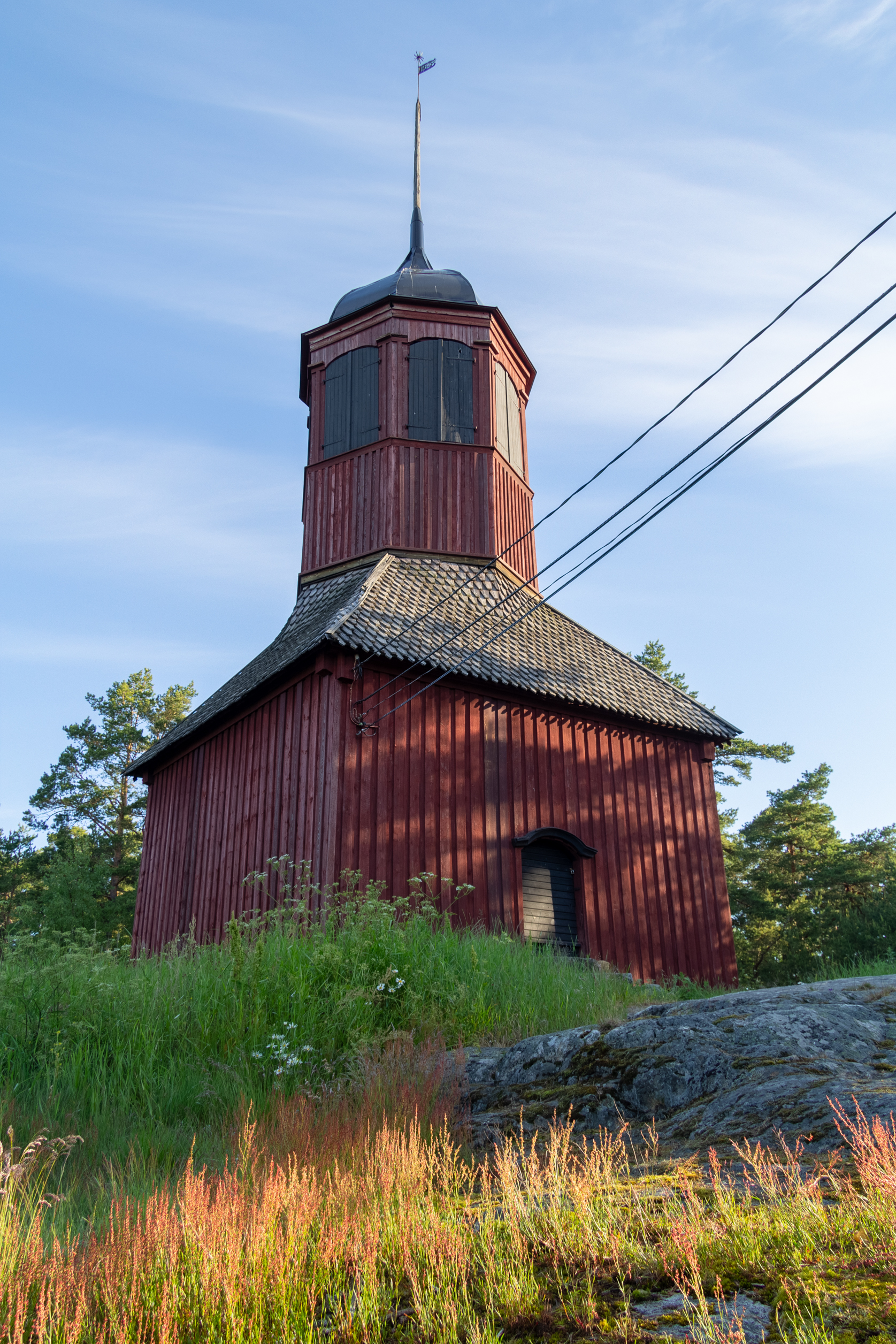
Klockstapeln.

År 1751 byggdes klockstapeln på ett berg nära kyrkan. Tornet är 15,5 meter högt och har två klockor. Den åttkantiga delen av tornet är från senare år. År 1784 blev den större av de båda klockorna omgjuten. I samband med omgjutningen fick den två texter, en på vardera sida, hämtade ur Psaltaren, psalm 122 och psalm 95. Texten lyder : 
1. Psalm 122:1: "Iagh glädes i det mig sagdt är / Wi skola gå i Herrans hus."[4]
2. Psalm 95:6: "Kommer låter oss tillbedia och knäböia/ och nederfalla för Herranom then os giordt hafwer."[5]

Den mindre av de båda klockorna är prydd med bladornament och bilder på fåglar och fyrfota djur. När klockan tillverkades är inte känt. År 1971 elektrifierades klocktornet.

## Orgeln
Nagu innehar en särställning i Finlands orgelhistoria då det var den första landsortsförsamlingen som ägde en orgel. Den upptogs i kyrkans inventarielängd 1658, men kan ha levererats något år tidigare. Denna den första orgel, som i dag är Finlands äldsta bevarade orgel, kallas för Nagupositivet och finns på Finlands nationalmuseum. 

### Schwanorgel

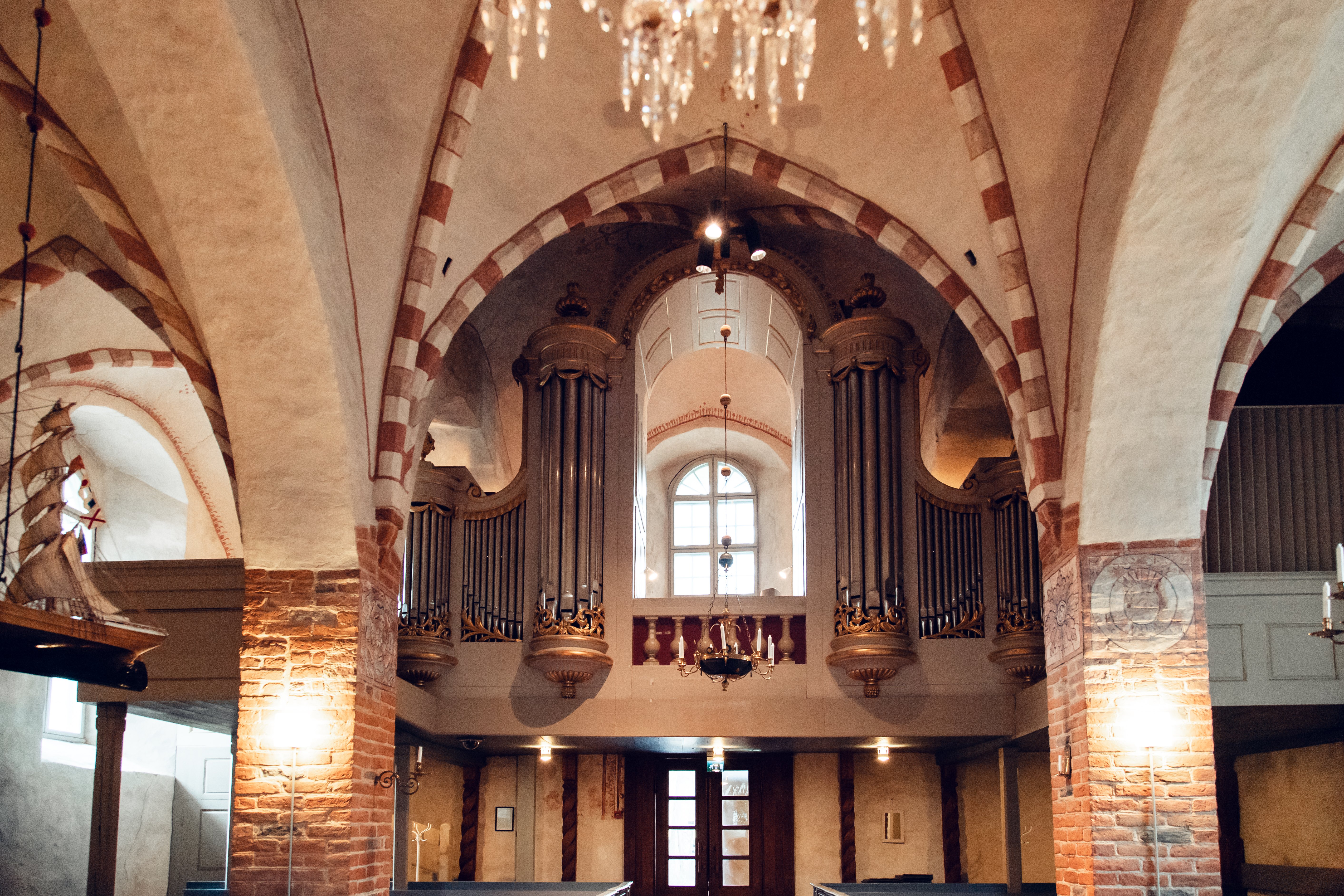
Schwanorgeln i Nagu kyrka.

Den nuvarande orgeln är Schwanorgeln, uppkallad efter sin skapare Olof Schwan. Olof Schwan var en mästare från Stockholm som år 1788 fick i uppdrag av Nagu kyrka att bygga en ny orgel. Orgeln har tolv stämmor och är än i dag placerad på sin ursprungliga plats. Orgeln har genomgått renoveringar, men sett till andelen originaldelar som finns kvar och deras skick samt den bevarade klangen från 1700-talet kan orgeln beskrivas som Finlands äldsta kyrkorgel som ännu är i bruk.
År 1790 var orgeln enligt kontraktet färdig. Uppmonteringen i Nagu kyrka fick dock skjutas upp ett år på grund av det krig som Gustaf III förde med ryssarna. Farvattnen var osäkra och man vågade därför inte ta risken att transportera den dyrbara orgeln från Stockholm. Orgeln levererades i stället år 1791 och togs i bruk. 
På 1870-talet var orgeln i behov av reparation. Den danske orgelbyggaren Jens Alexander Zachariassen (1839–1902) i Nystad fick i uppdrag att undersöka orgeln och utföra arbetet. Det visade sig att orgeln var i mycket dåligt skick och att arbetet skulle bli mycket omfattande. Zachariassen byggde nya bälgar, nytt spelbord, ny mekanik och nya luftkanaler. Han lade till en andra manual med två stämmor och två pedalstämmor. Orgeln intonerades även helt på nytt då intoneringsidealen hade förändrats från det att orgeln byggdes på 1700-talet.
Orgeln fick år 1958 en översyn av Suomen Urkuhuolto Oy som genomförde rengöringsarbeten och installerade elektrisk fläkt.  
Under 1970-talet genomgick orgeln ytterligare en restaurering, denna gång en historiskt vetenskaplig. Arbetet utfördes av Bröderna Moberg från Sandviken i Sverige. Arbetet innebar att både Schwans och Zachariassens arbeten bevarades och restaurerades. Störst fokus lades dock vid Schwan-verket för att få tillbaka dess ursprungliga klang. Orgeln återinvigdes 19 december 1976.
Den senaste restaureringen av orgeln genomfördes år 2014 av Urkurakentamo Kriisa från Estland. 

## Bilder

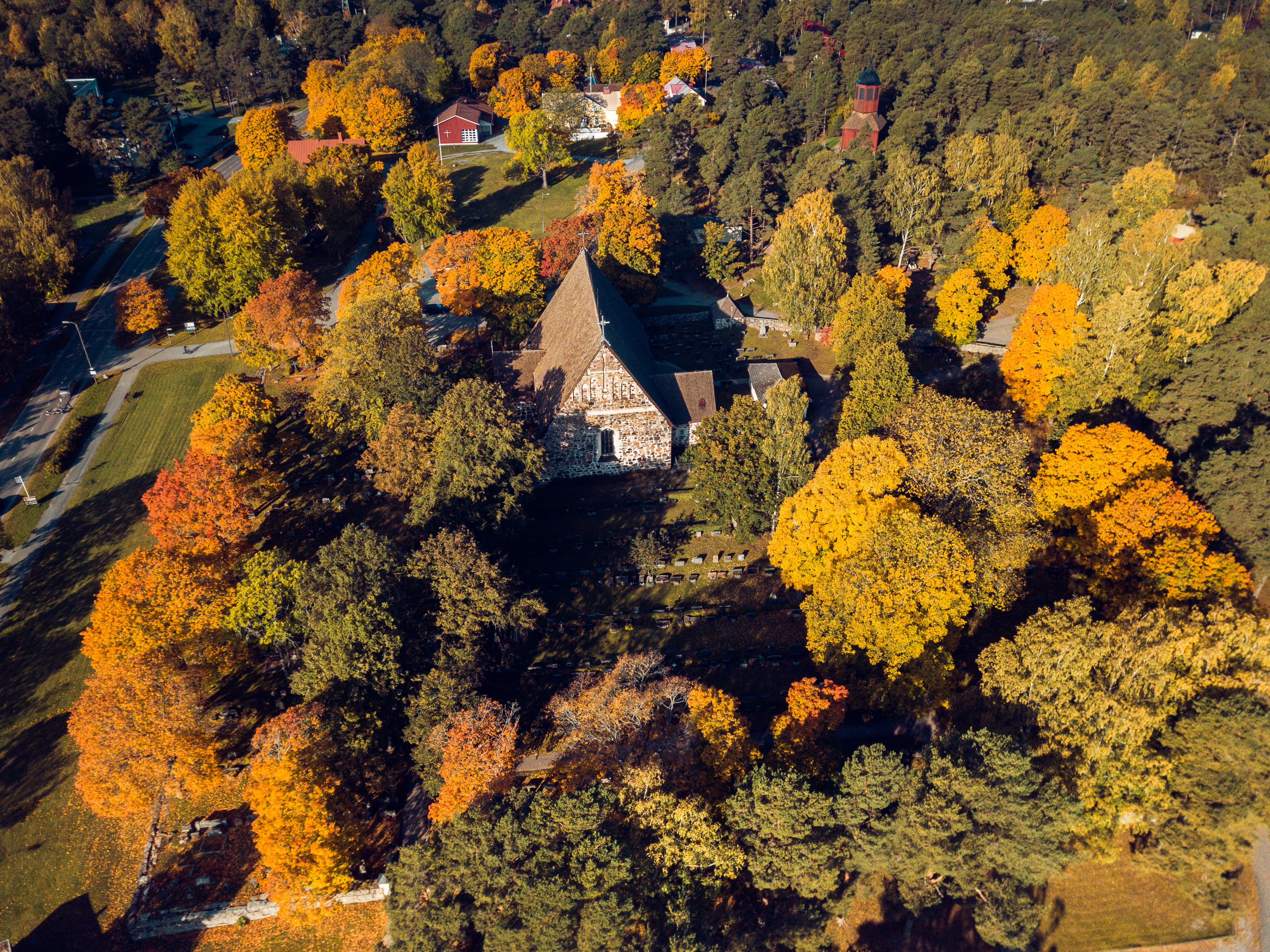
Nagu kyrka i höstskrud.
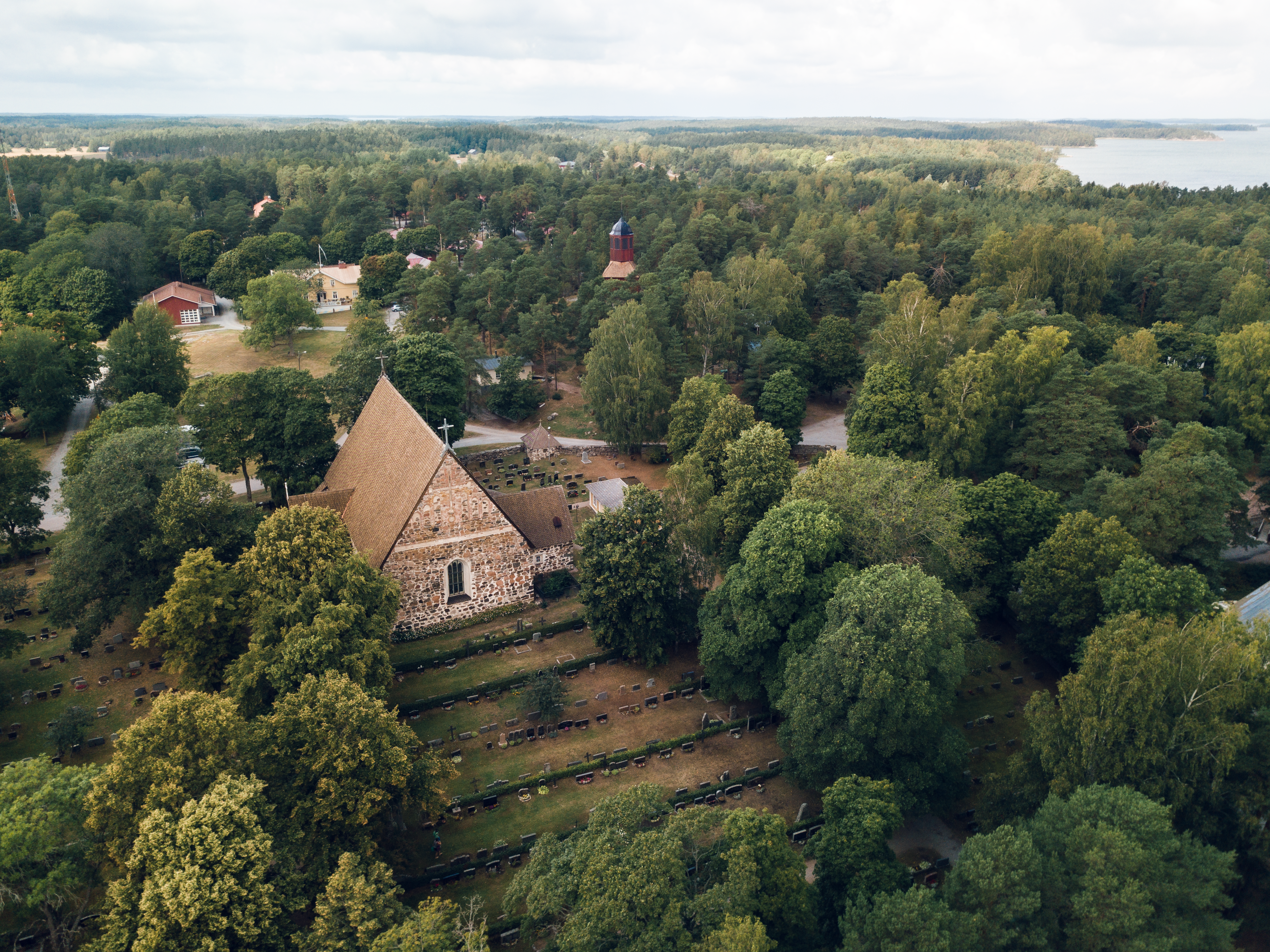
Nagu kyrka på sommaren.
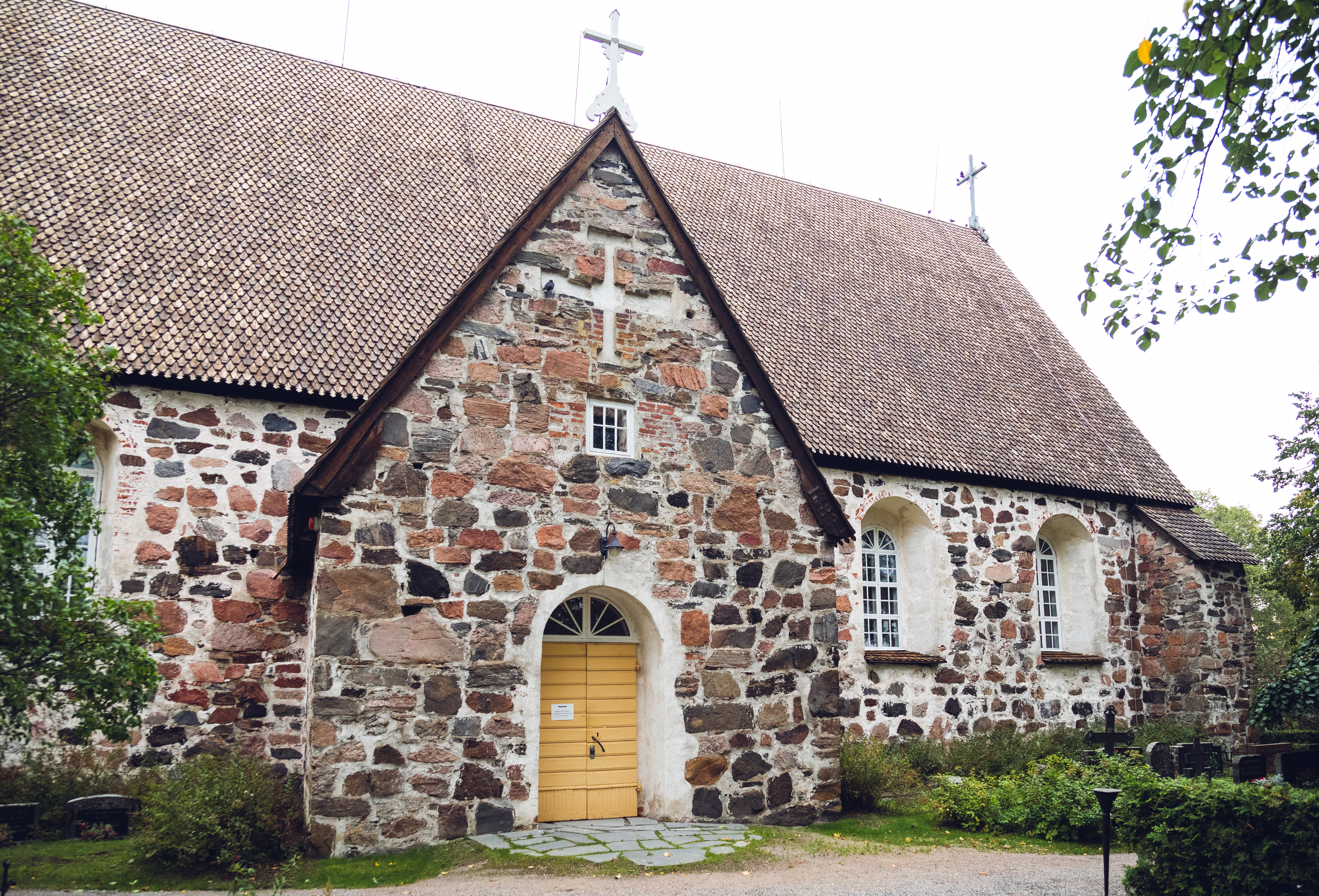
Nagu kyrka exteriör
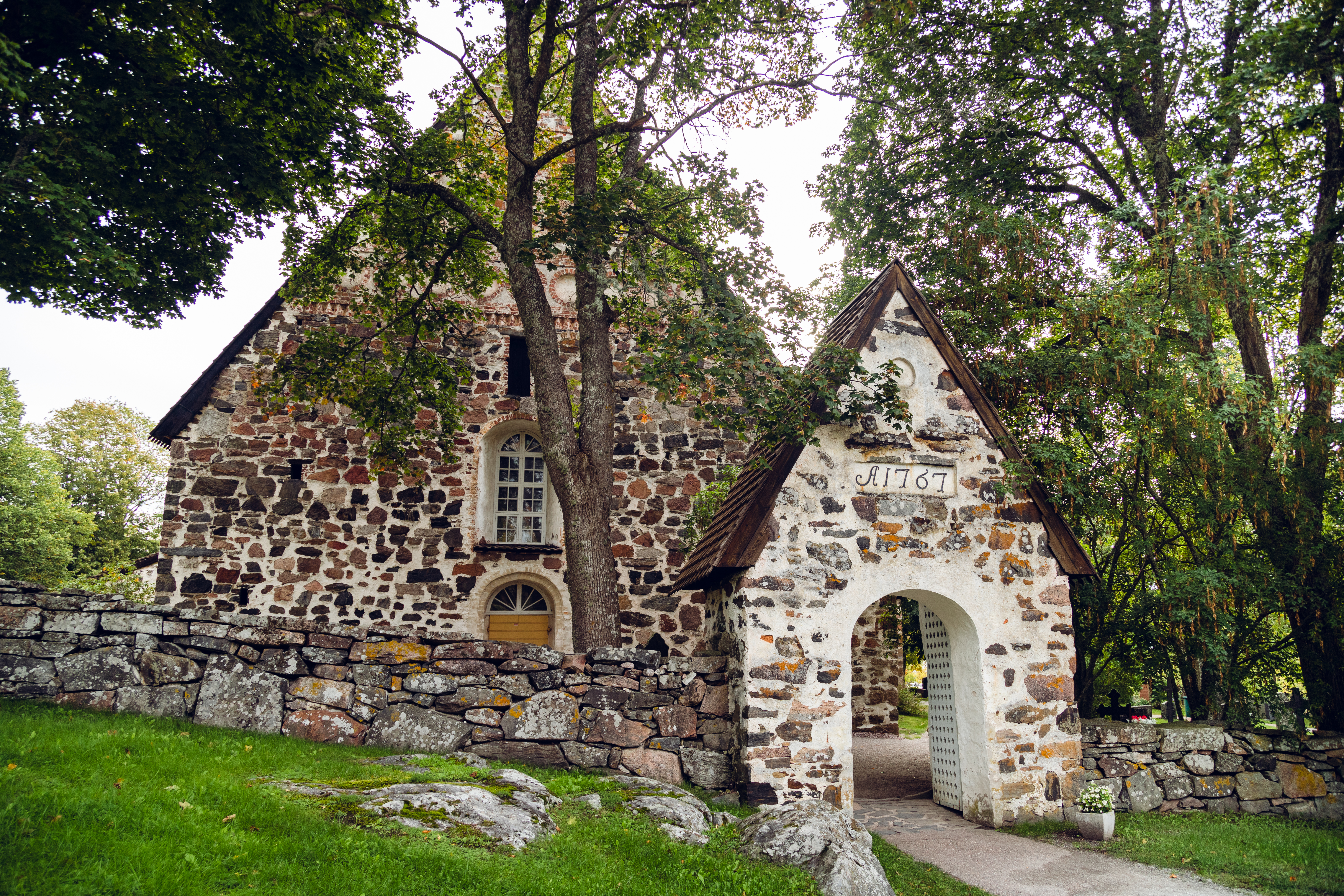
Porten.
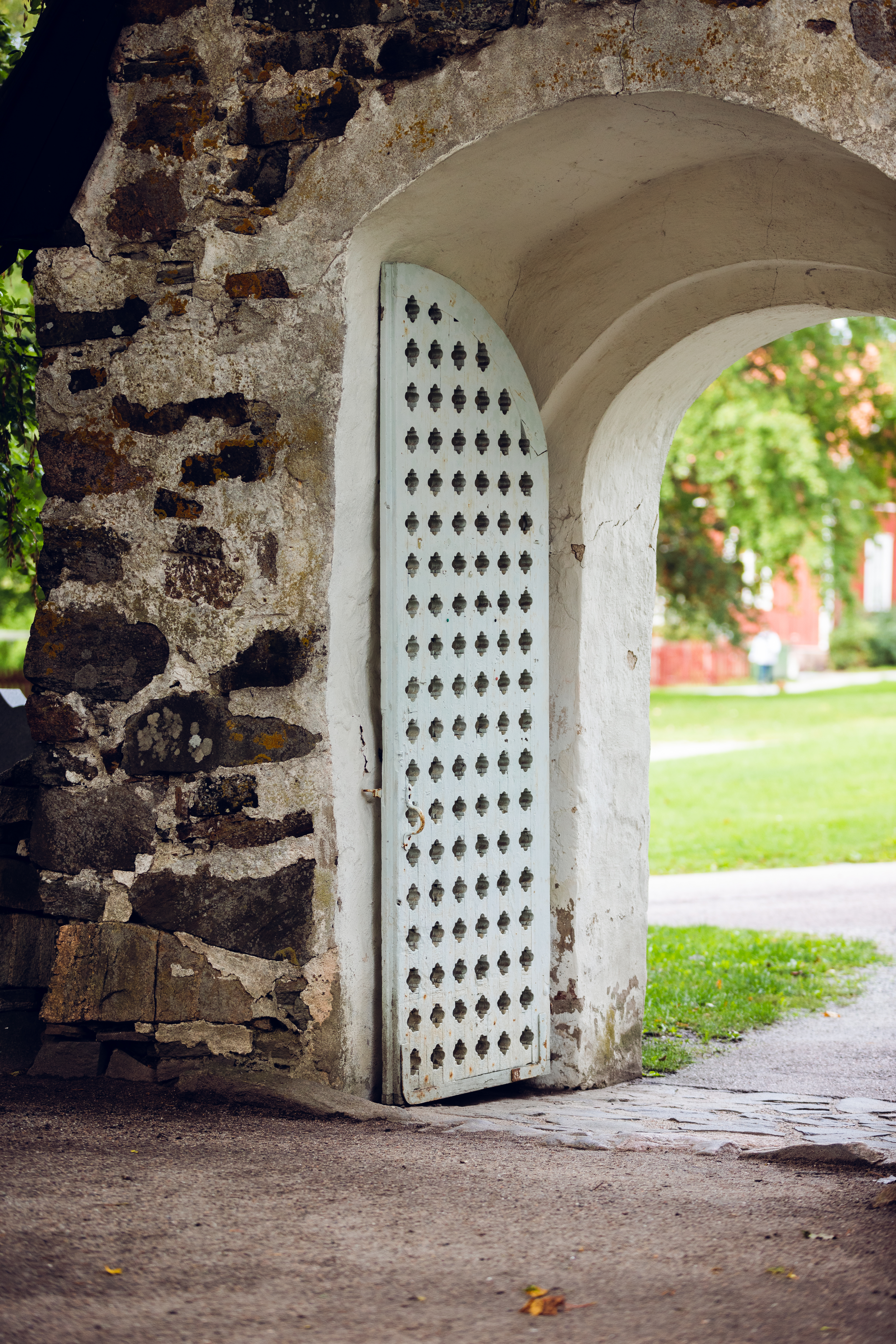
Nagu kyrka porten stigluckan
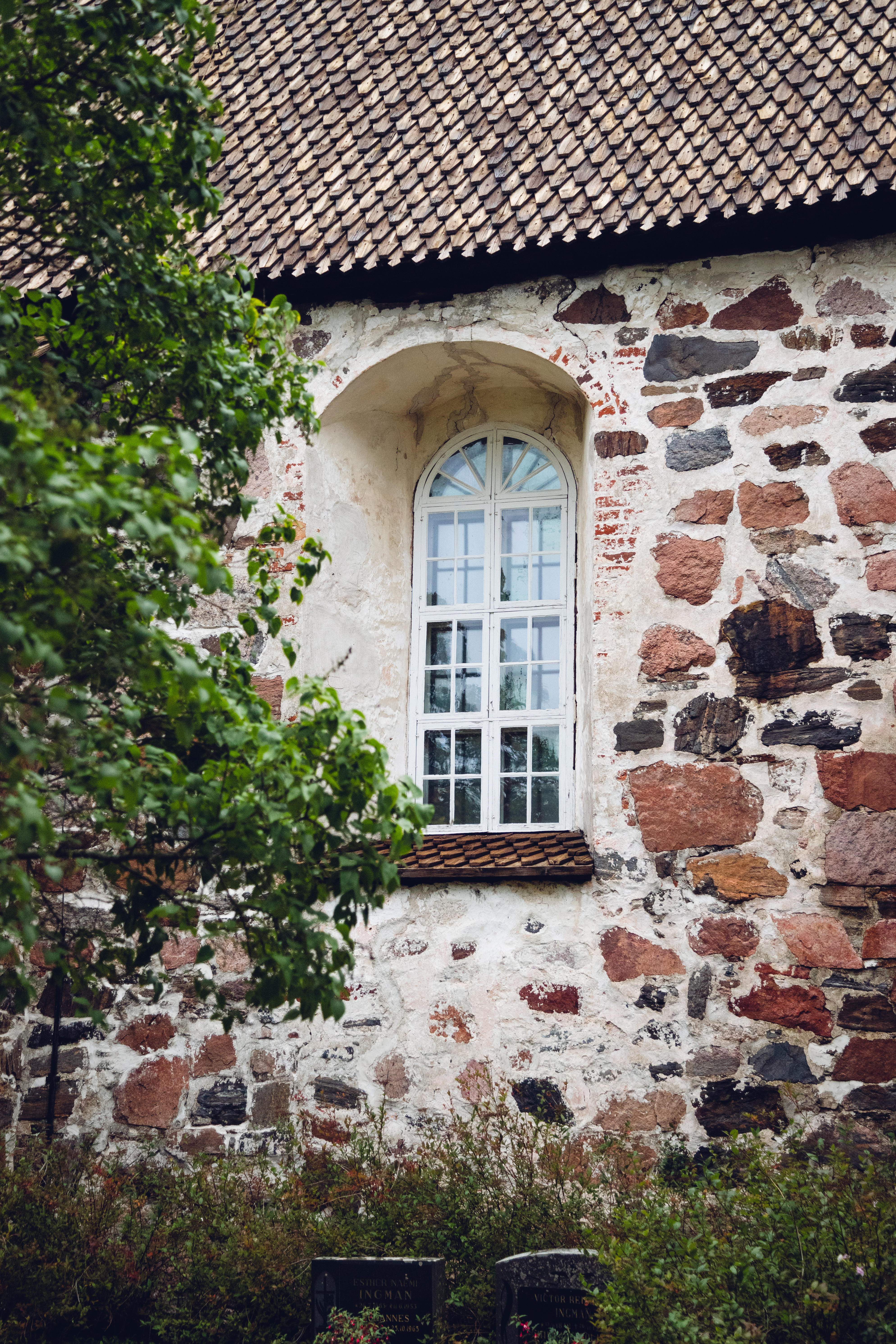
Nagu kyrka fönster
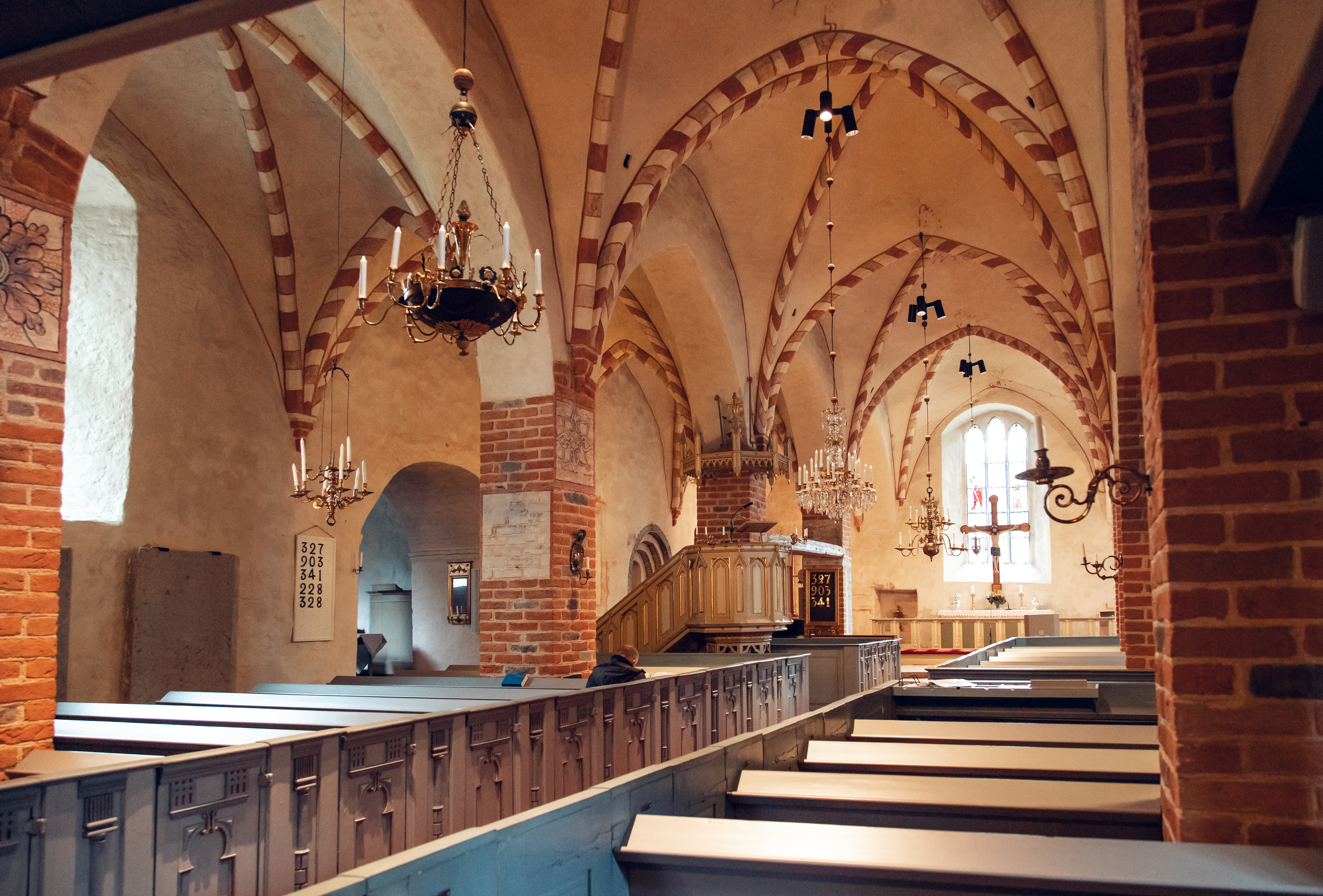
Nagu kyrka interiör
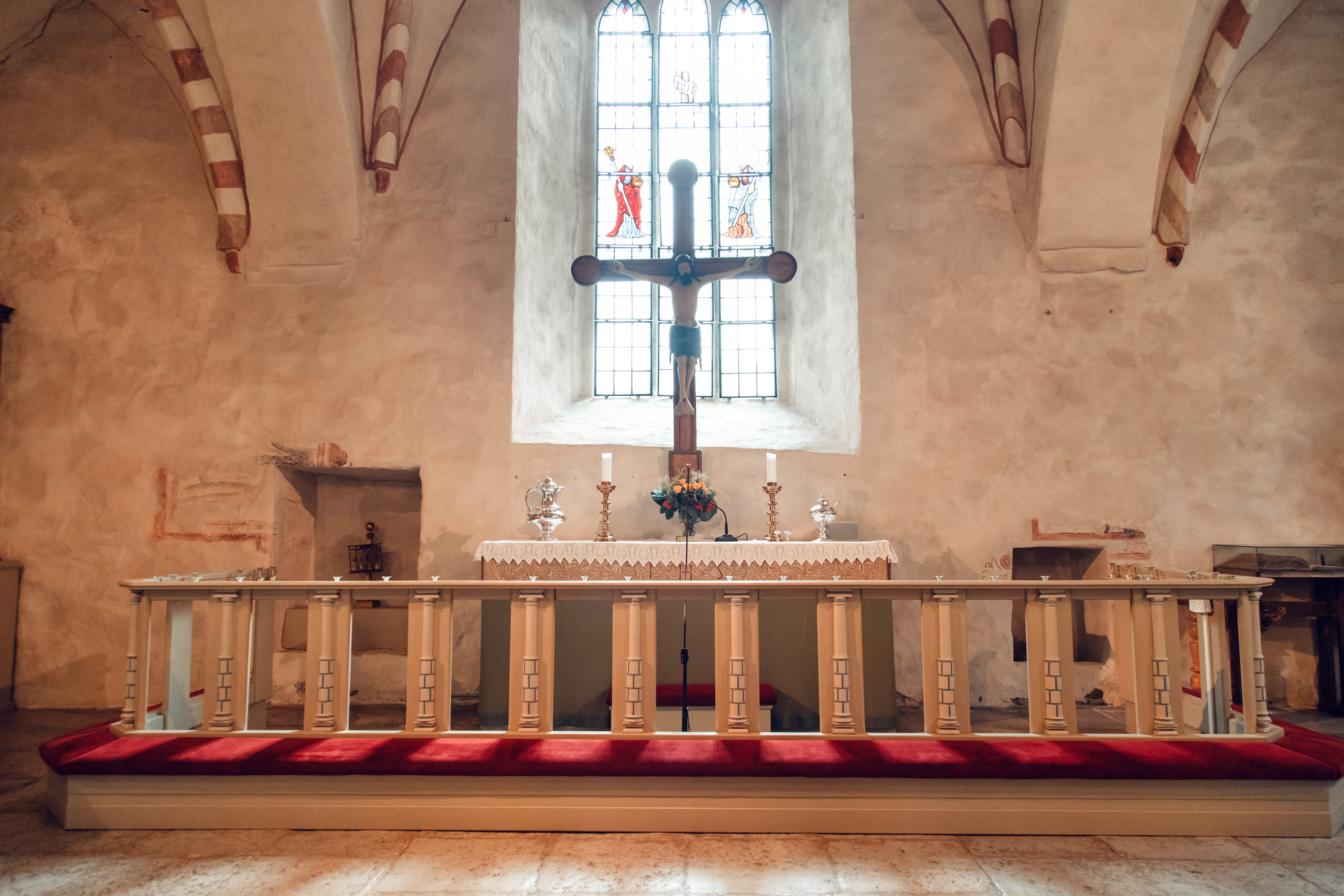
Nagu kyrka altare och korset
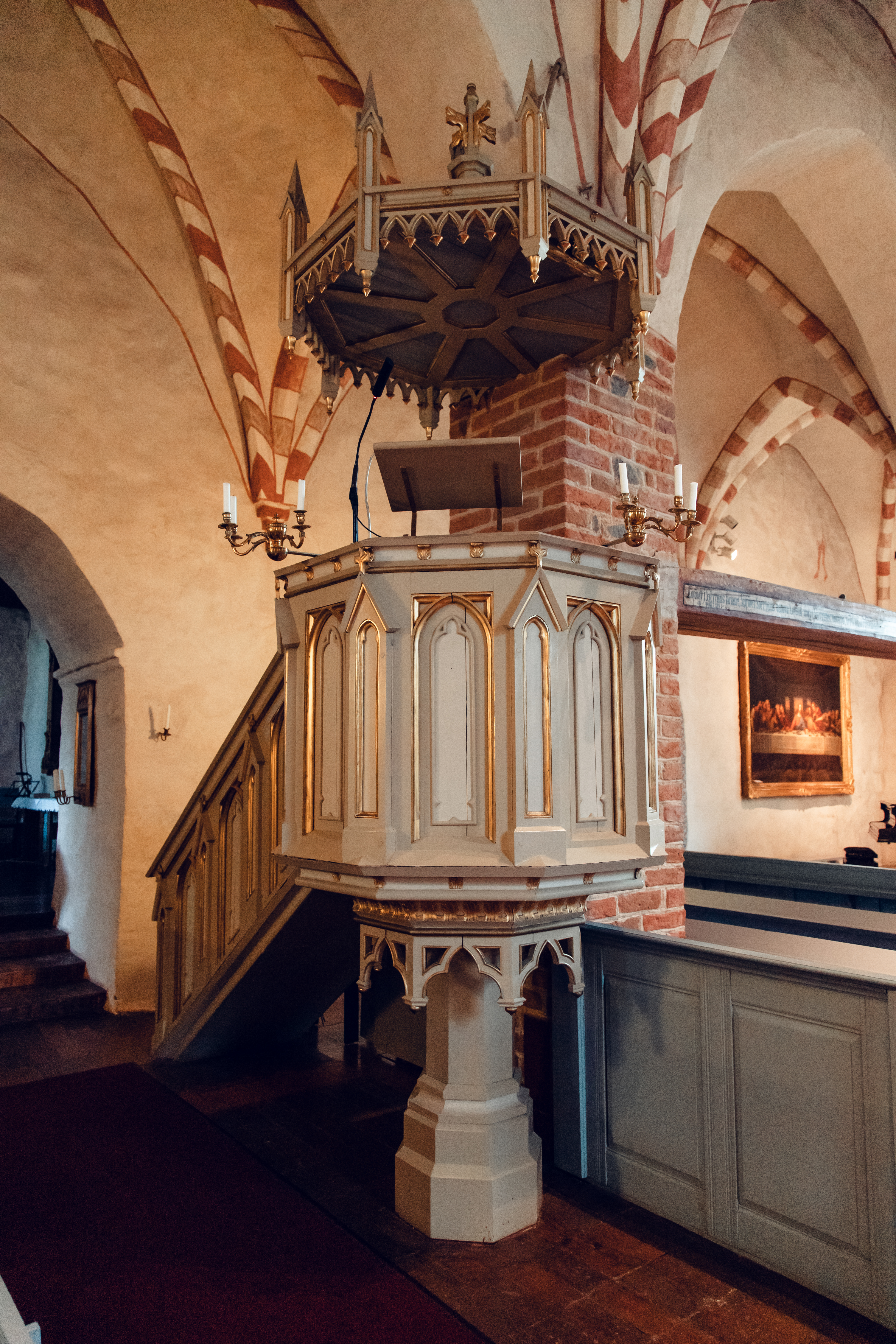
Nagu kyrka predikstol
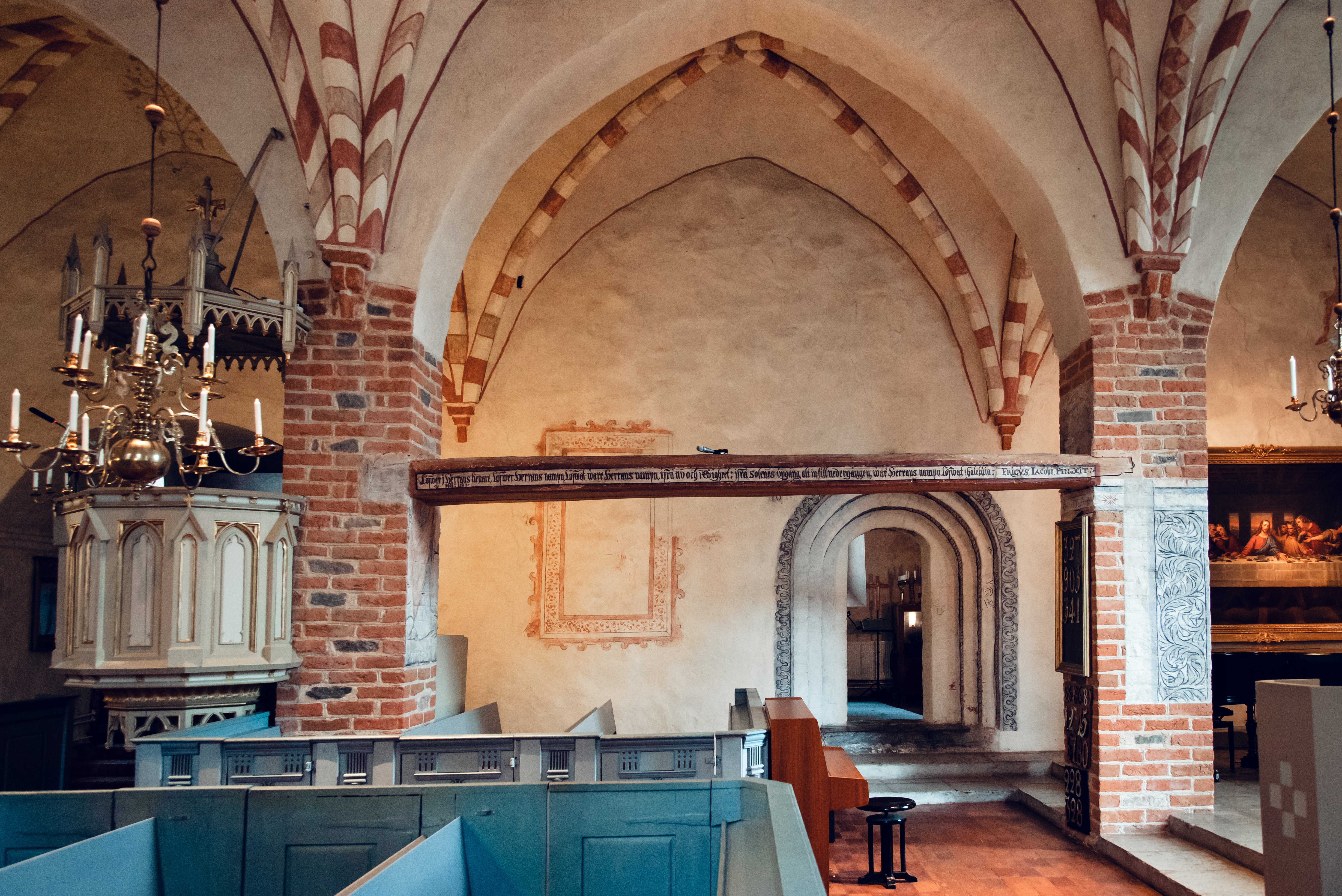
Nagu kyrka målningar utsmyckning
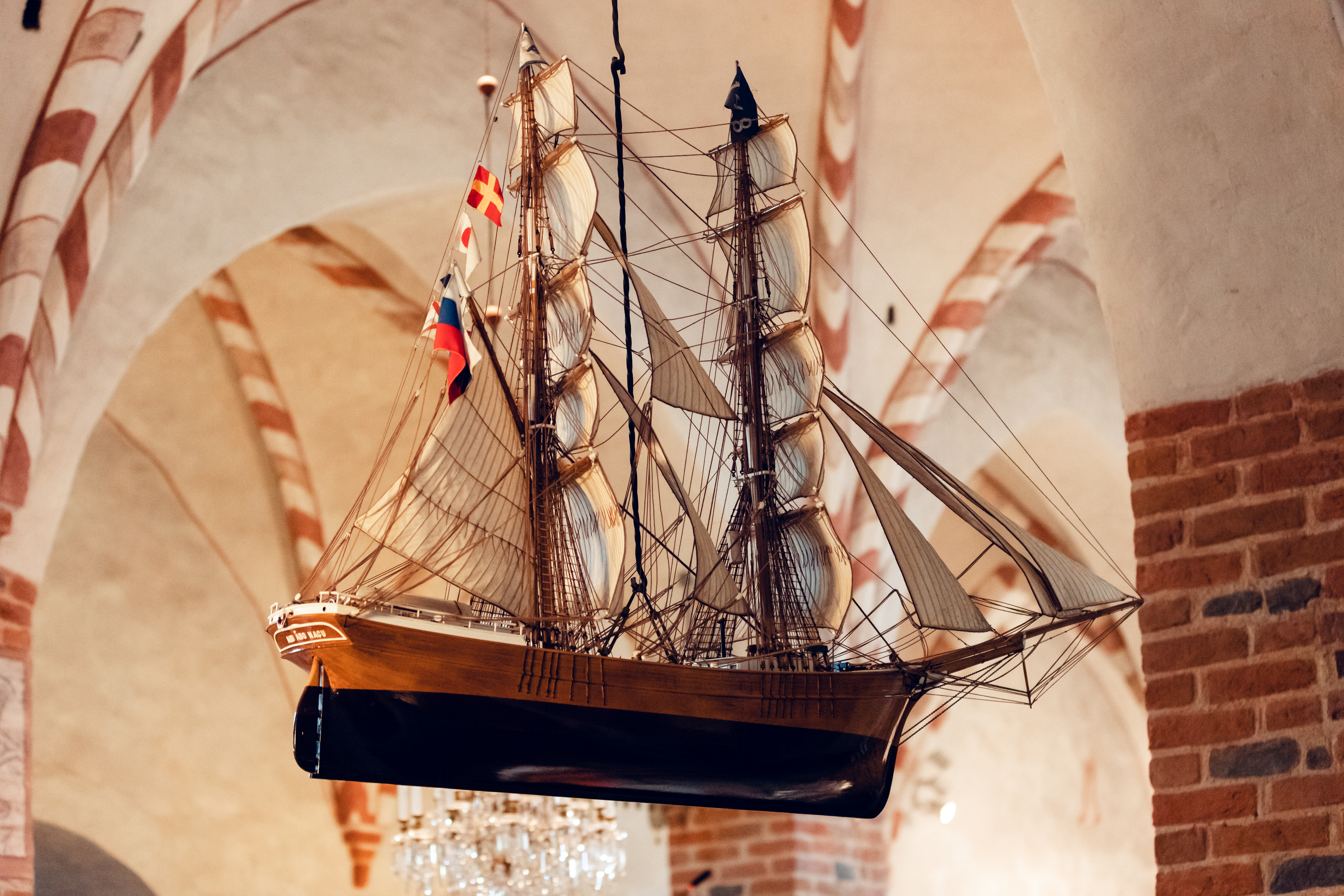
Nagu kyrka votivskeppet Aid Åke Sandvall
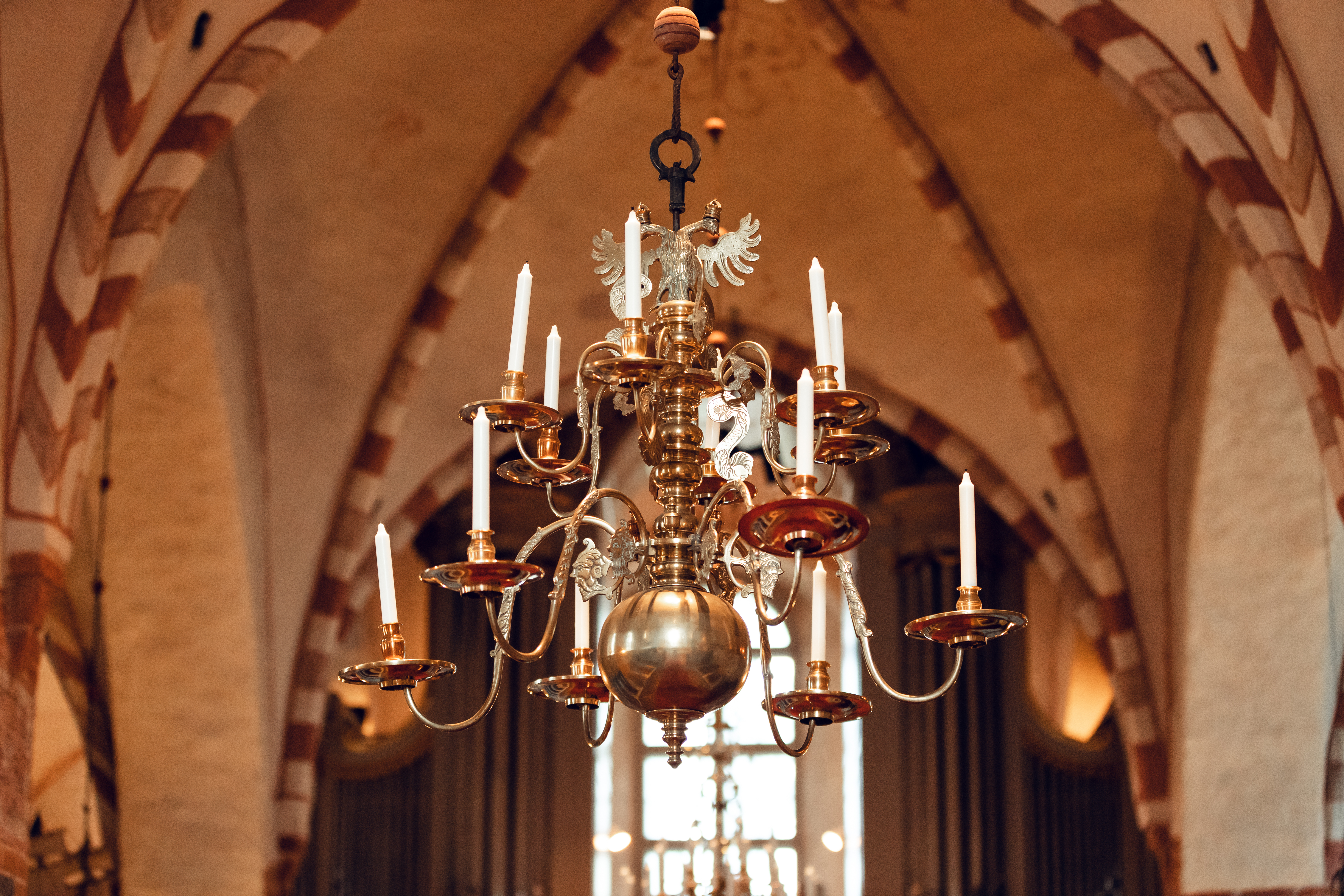
Nagu kyrka ljuskrona

### Diskografi
- Maestro! : Gotthard Arnér spelar på äldre orglar i Sverige och Finland. CD. Proprius PRCD 9090. 1993. Tidigare utgivet 1973-1981.